# Lonay
Lonay és un municipi del cantó suís del Vaud, situat al districte de Morges.
Fins al 31 de desembre de 2007 la comuna formà part del cercle d'Ecublens.